# Monastrell

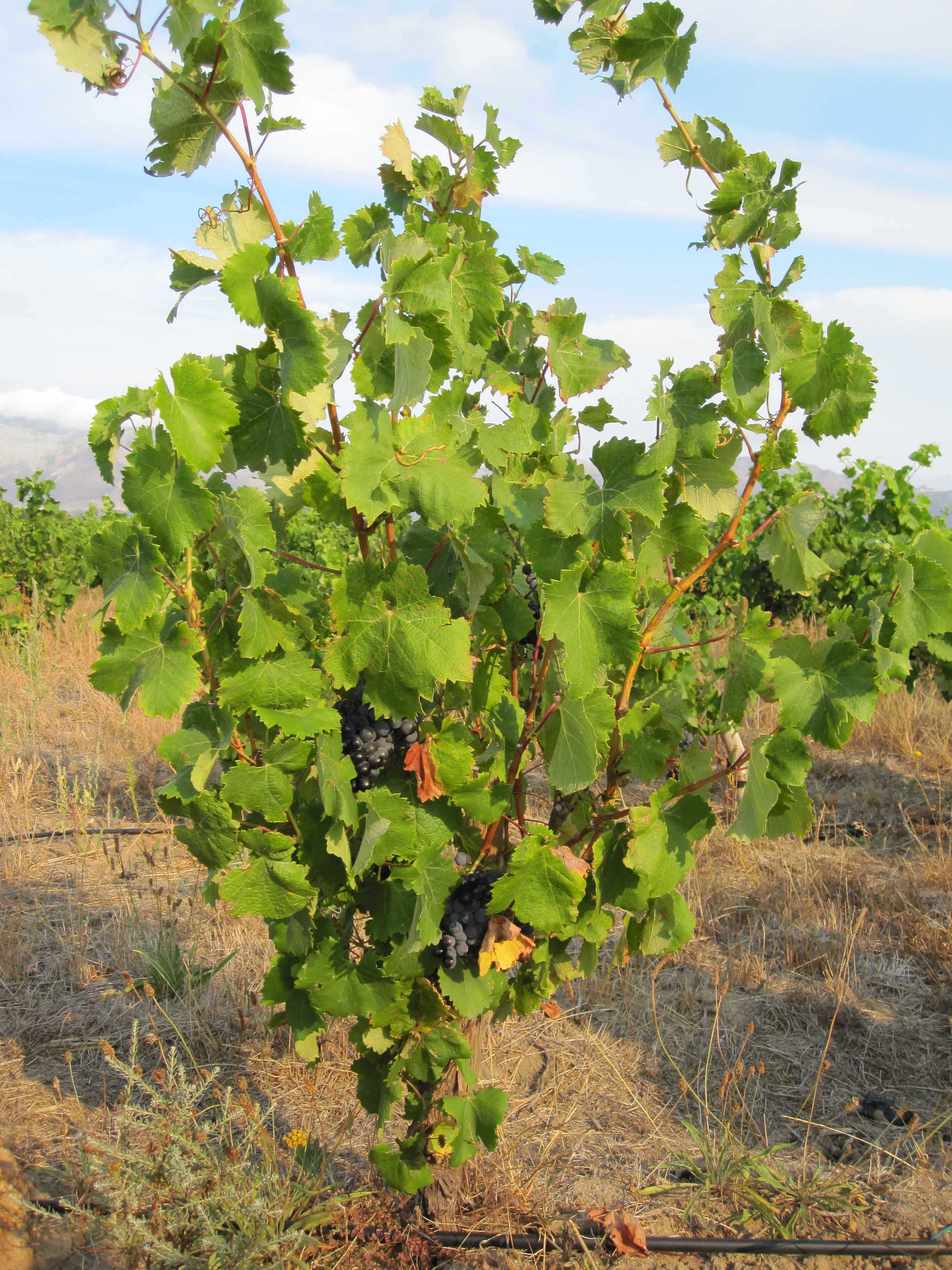
Monastrell-Rebstock in Stellenbosch, Südafrika

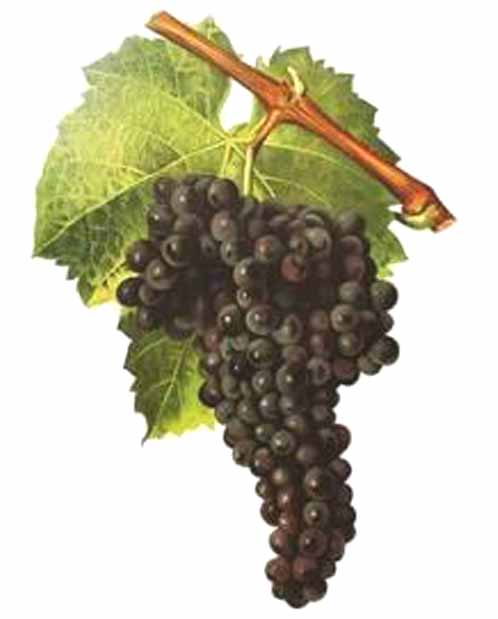
Monastrell (gezeichnet von Viala und Vermorel)

Monastrell ist eine Rotweinsorte, die vor allem in Spanien und Südfrankreich verbreitet ist, aber auch in Australien und Kalifornien angebaut wird. Ursprünglich stammt diese Rebsorte aus Spanien, wo sie früher vor allem Mataró und heute Monastrell (auf Spanisch) bzw. Monestrell (auf Katalanisch) heißt. Sie wird hauptsächlich als Verschnitt genutzt, z. B. für den Châteauneuf-du-Pape und andere Weine von der südlichen Rhône. Hier heißt sie Mourvèdre. Reinsortig ausgebaut findet man sie in Frankreich nur im Bandol, in Spanien meist in den eher heißen Gebieten Jumilla und Yecla oder in den Rosé-Cavas.

## Geschichte
Mit der hochwertigen Rebsorte waren vor dem Eindringen von Reblaus und Mehltau weite Teile Frankreichs bestockt. Sie wurde aber beim Neuaufbau nach den beiden Katastrophen zugunsten robusterer Sorten übergangen. In Spanien ist sie dagegen an der Mittelmeerküste stark verbreitet und um Valencia die Hauptsorte. Der französische Name leitet sich von dem kleinen alten Weinort Murviedro in der Nähe von Valencia ab.
In der Literatur wird die Sorte Mourvèdre gerne mit der Rebsorte Graciano verwechselt, da eines der Synonyme des Graciano ebenfalls Morrastel ist.

## Verbreitung
Die Gesamtrebfläche für Monastrell betrug 2016 etwa 52.000 Hektar. Die zehn Länder mit den größten Rebflächen hatten zusammen 99,9 % der Gesamtfläche.
Die folgende Tabelle zeigt die zehn größten Anbauländer.
| Land               | Rebfläche (ha) |
| ------------------ | -------------- |
| Spanien            | 41.303         |
| Frankreich         | 8.754          |
| Australien         | 704            |
| Vereinigte Staaten | 515            |
| Südafrika          | 473            |
| Chile              | 102            |
| Israel             | 55             |
| Argentinien        | 12             |
| Türkei             | 7              |
| Rumänien           | 3              |
| Weltanbaufläche    | 51.930         |

### Spanien
Ertragsfläche in Spanien: 41.303 Hektar (Stand 2016). Inwieweit gewisse Rebflächen aufgrund einer falschen Zuordnung der Synonyme eigentlich dem Graciano zugerechnet werden müssten, ist dabei nicht geklärt.
Sie wird neben den Gebieten von Bullas, Jumilla und Yecla auch in Katalonien angebaut. Speziell die Gran Reserva-Weine aus Katalonien können über Jahrzehnte reifen.

### Frankreich
Ertragsfläche in Frankreich: 8.754 Hektar (Stand 2016), nachdem im Jahr 2005 nur 7.633 Hektar erhoben wurden.
Ertragsflächen liegen in den Départements Var, Aude, Vaucluse, Hérault, Gard, Pyrénées-Orientales, Bouches-du-Rhône, Drôme, Alpes-de-Haute-Provence und Korsika. Die Rebsorte Mourvèdre ist in den Appellationen Bandol, Cassis, Châteauneuf-du-Pape, Corbières, Costières de Nîmes, Coteaux d’Aix-en-Provence, Coteaux de Pierrevert, Coteaux du Tricastin, Coteaux Varois en Provence, Côtes de Provence, Côtes du Luberon, Côtes du Rhône, Côtes du Rhône Villages, Côtes du Roussillon, Côtes du Roussillon-Villages, Côtes du Ventoux, Faugères, Fitou, Gigondas, Les Baux-de-Provence, Lirac, Minervois, Minervois-La-Livinière, Palette, Roquebrun, Saint-Chinian, Tavel, Vacqueyras und Vin de Corse zugelassen.
Weil sie in Mischweine Festigkeit und Kern einbringt, ist sie dort generell wieder auf dem Vormarsch.
Dagegen ist sie in Kalifornien und Australien, wo sie seit 130 Jahren angebaut wird, auf dem Rückzug, weil dort andere Geschmacksrichtungen in Mode sind. In Algerien und Tunesien ist sie ebenfalls bekannt.

## Ampelographische Sortenmerkmale
In der Ampelographie wird der Habitus folgendermaßen beschrieben:
- Die Triebspitze ist offen. Sie ist wollig behaart mit leicht rötlichem Anflug. Die gelblichen Jungblätter sind dicht behaart.
- Die großen Blätter sind rundlich und nicht gebuchtet. Die Stielbucht ist einer Lyra entsprechend geformt. Das Blatt ist scharf gezähnt. Die Blattoberfläche (auch Spreite genannt) ist nur leicht blasig.
- Die konusförmige Traube  ist mittelgroß (im Mittel ca. 240 Gramm), dichtbeerig und manchmal geschultert. Die rundlichen Beeren sind klein und von fast schwarzer Farbe.  Die Beeren schmecken sehr bitter

Der Monastrell treibt spät aus. Dadurch entgeht er meist eventuellen Frühjahrsfrösten und gedeiht auf mittelguten in Ebenen oder an den unteren Hängen. Der Blütezeitpunkt liegt ebenfalls spät. Die Rebsorte reift ca. 35 Tage nach dem Gutedel und damit sehr spät. Dies macht sie geeignet für den Anbau in heißen Gebieten und ihr Anbau ist bereits in der Provence eher schwierig. Nur in Bandol findet sie das ihr gemäße Mikroklima.
Die Rebsorte ist sehr empfindlich auf den Echten und den Falschen Mehltau.
Die Sorte wird meist in der Bechermethode erzogen (→ Gobelet). Der Ertrag ist in der Regel schwach. Durch eine intensive Klonenselektion konnten mittlerweile Pflanzen selektiert werden, die bei ausreichend hoher Qualität Erträge von über 30 Hektoliter / Hektar zulassen. 16 Klone wurden bisher zugelassen, von denen 3 in nennenswerten Mengen angebaut werden: n° 0233, n° 0244, n° 0245, n° 0246, n° 0247, n° 0248, n° 0250, n° 0251, n° 0448, n° 0449, n° 0450 und n° 0520.
Mourvédre liefert einen tanninreichen, dunkelfarbigen Wein, der zur Minderung der Adstringenz einer langen Flaschenreife bedarf. Er ist so aromatisch, dass er auch zu intensiv mit Kräutern gewürzten Speisen der mediterranen Küche passt.

## Synonyme
Die weltweit stark verbreitete Sorte führte zu einer großen Vielzahl von Synonymen:
Alcallata, Alcayata, Alicante (in Andalusien), Arach Sap, Balsac, Balthazar, Balzac (in der Charente), Balzac Noir, Balzar, Beausset, Benada, Benadu, Beni Carlo, Berardi, Bod, Bon Avis (Verballhornung des Synonyms Buona Vise), Bonavis, Buona Vise (guter Sämling), Casca, Catalan (im Département Bouches-du-Rhône), Cayata, Caymilari Sarda, Charmet, Charnet, Churret, Clairette Noir, Clairette Noire, Damas Noir, De Reyno, Del Reino, Del Reyno, Drug, English Colossal, Espagne, Espagnen (Ardèche), Espar (Hérault), Esparte, Estrangle Chien, Estranglechien, Etrangle Chien, Etranglechien, Flouron, Flourous, Flouroux, Garrut, Gayata, Gayata Tinta, Giro Alacant, Gros Mourvede, Kaldaretta, Karis, Mando, Manechal, Maneschaou, Marseillais, Mataro, Maurostel, Mechin, Merle d’Espagne, Monastre, Monastrel, Monastrell Garrut, Monastrell Menudo, Monastrell Verdadero, Morastell, Morrastel, Morrastrell, Morrstel, Morvede, Morves, Mourvede, Mourvedon, Mourvedre, Mourvedre Famellestadt, Mourvegue, Mourves, Mourveze, Mourviedre, Mouvedre Famellestadt, Murvedr Espar, Murvedro, Murviedro, Negre, Negre Trinchiera, Negrette (jedoch nicht mit der Rebsorte Négrette zu verwechseln), Negria, Negron, Neyron, Piémontais (im Département Vaucluse), Pinot Fleri, Plant De Ledenon, Plant de Saint Gilles (im Département Gard), Plant de St Grilles, Reina, Ros, Rossola Nera (in Korsika), Rossolo Nera, Spar, Tinta, Tintilla, Tintillo, Tintillo de Luxar, Tinto, Tire Droit (in der Drôme, in Anspielung auf die vertikal stehenden Triebe), Torrentes, Trinchiera, Uva Tinta, Valcarcelia, Verema, Veremeta und Vereneta.